# Никонорово
Никонорово — хутор в Одинцовском районе Московской области России, входит в городское поселение Одинцово.
Расположен на востоке городского поселения Одинцово, севернее деревни Лохино, в одном километре от посёлка Трёхгорка.

## Население
| 2002 | 2006 | 2010 |
| ---- | ---- | ---- |
| 29   | →29  | ↗38  |

## Известные люди
На хуторе родился художник В. Ф. Денисов.